# Ketty Gilsoul-Hoppe
Pour les articles homonymes, voir Hoppe.
Ketty Gilsoul-Hoppe (nom de naissance Ketty Hoppe), née le 5 avril 1868 à Düsseldorf et décédée le 15 novembre 1939 à Ixelles, est une peintre belge d'origine allemande.

## Biographie
Ketty Hoppe, née le 5 avril 1868 à Düsseldorf, est la fille d'Édouard Hoppe, ancien élève de l’académie des beaux-arts de Düsseldorf. En 1872, la famille émigre en Belgique. Sa sœur Jenny Hoppe est également artiste. En 1894, Ketty-Hoppe se marie avec Victor Gilsoul, artiste-peintre.
Ketty Gilsoul-Hoppe apprend le dessin grâce à son père, le graveur Édouard Hoppe, puis ses maîtres sont Henri Hendrickx, Édouard Tourteau, à l'école professionnelle de Bruxelles, et Jean-François Portaels. 
Ketty Gilsoul-Hoppe est aquarelliste et peint des paysages.
Elle influence le travail de son mari et vice-versa. Elle expose au Salon des Aquarellistes de 1902, L’Entrée du béguinage que le roi Léopold II achète. 
Elle est membre de la Société royale des Aquarellistes. 

## Distinction
- Chevalier de l'ordre de Léopold (19 mars 1903)[6].

## Postérité
Son tableau Couloir intérieur est inclus dans le livre Women Painters of the World  qui donne un aperçu des femmes peintres les plus en vue jusqu'en 1905, date de publication de ce livre,.

Œuvres de Ketty Gilsoul-Hoppe
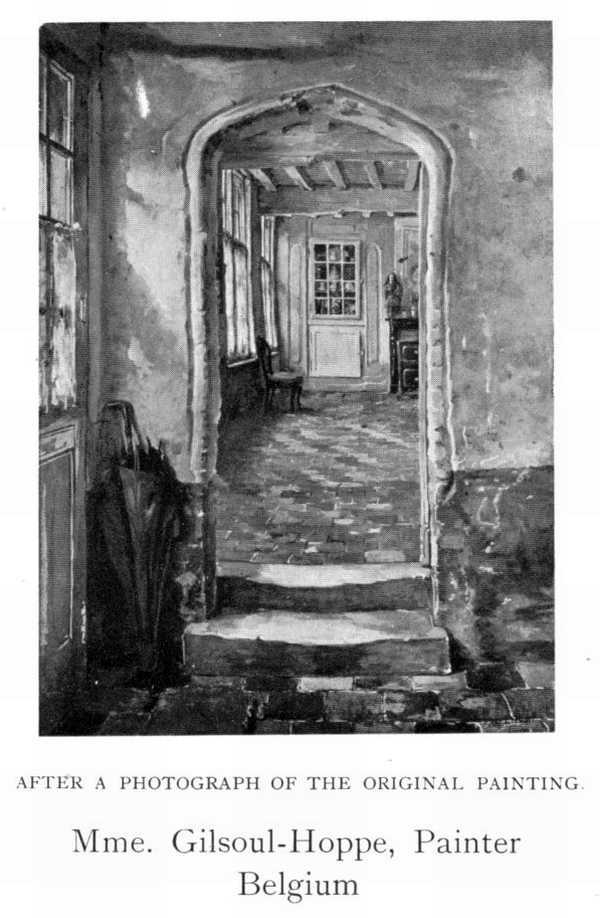
Couloir intérieur (1905), localisation inconnue.
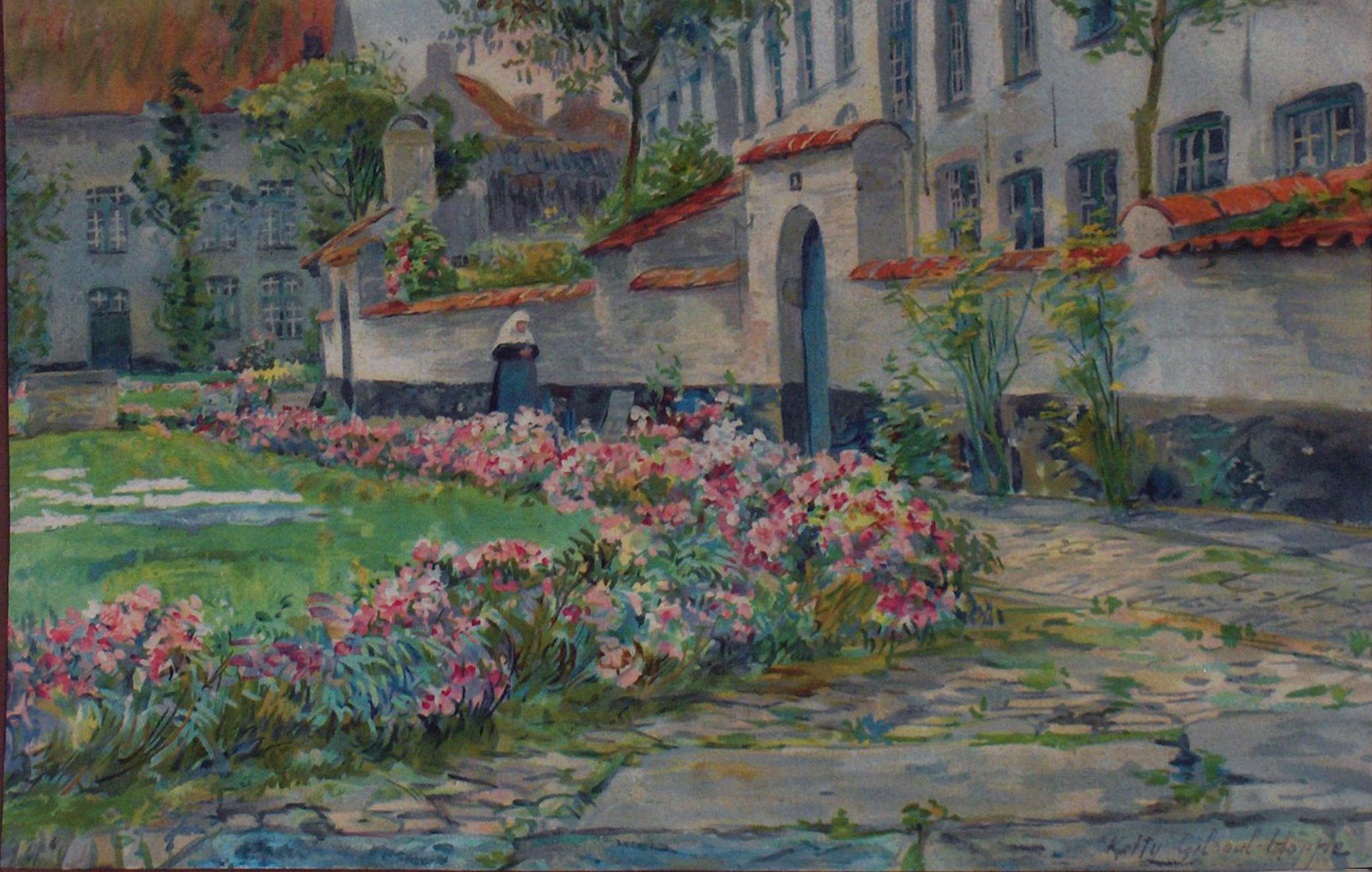
Béguinage de Diksmuide, localisation inconnue.
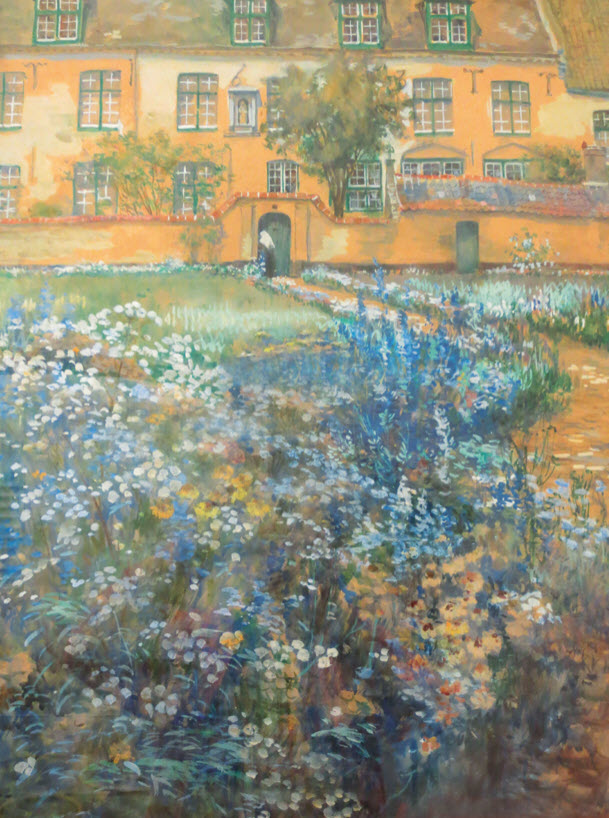
L’Entrée du béguinage (1902), Erfgoeddepot.
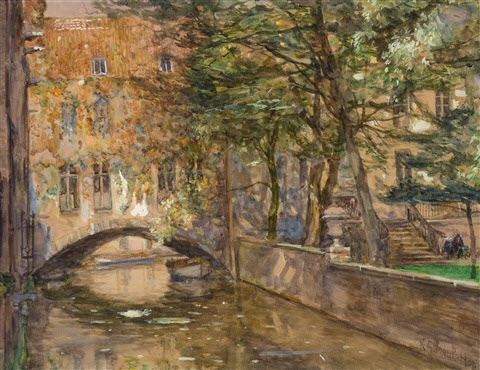
Bruges, vue de la Dijver, localisation inconnue.